# Herbert Wild (Politiker)
Wilhelm Herbert Wild (* 26. März 1886 in Idar; † 17. Dezember 1969 in Idar-Oberstein) war ein deutscher Politiker (NSDAP) und Regierungspräsident im zum Freistaat Oldenburg gehörenden Landesteil Birkenfeld.

## Leben
Herbert Wild entstammte einer alten, im Edelsteingewerbe tätigen Idarer Familie und wuchs als Sohn des Kaufmanns Karl August Wild (1851–1911) und dessen Ehefrau Emilie geb. Becker auf. Nach der mittleren Reife erlernte er den Beruf des Kaufmanns und des Edelsteinschleifers. In diesen beiden Berufen arbeitete er von 1905 bis 1909 in den Vereinigten Staaten und anschließend bis 1914 in Brasilien. Bei Ausbruch des Ersten Weltkriegs kehrte er in das Deutsche Reich zurück und kämpfte bis Kriegsende als Leutnant in der Landwehr. Anschließend arbeitete er als Edelsteinhändler in Idar, wo er sich schon bald aktiv am politischen Leben beteiligte.
Von 1923 bis 1928 leitete Wild die DNVP in Idar. 1928 trat er in die NSDAP ein (Mitgliedsnummer 100.388) und gründete den Landesverband Birkenfeld, dessen unumstrittener Führer Wild innerhalb kürzester Zeit wurde. Weiterhin war er Mitglied im Gemeinderat von Idar. Unter seiner Leitung nutze der Landesverband Aufmärsche und blutige Saalschlachten, an denen Wild sich auch selbst beteiligte, um ihre politischen Gegner zu terrorisieren und gezielt einzuschüchtern.
Als Vertreter der NSDAP saß er von 1931 bis 1933 im Oldenburgischen Landtag. Nach dem Regierungsantritt der Nationalsozialisten im Freistaat Oldenburg wurde Wild ab dem 21. Oktober 1932 oldenburgischer Staatskommissar für Birkenfeld, dortiger Kreisleiter und als Nachfolger des abgesetzten Walther Dörr von 1933 bis 1937 oldenburgischer Regierungspräsident im Landesteil Birkenfeld. Für diese Amtsübernahme musste nachträglich das Gesetz geändert werden, weil Wild nicht – wie gesetzlich vorgeschrieben – Volljurist war. Weiterhin rüde in seinem Auftreten, wurde Wild als höchster Beamter des Landesteils 1936 wegen Körperverletzung rechtskräftig verurteilt.
Als am 28. Januar 1937 das Groß-Hamburg-Gesetz in Kraft trat, wurde der Landesteil Birkenfeld im Austausch gegen Wilhelmshaven am 1. April 1937 preußischer Landkreis. Seine Stelle als Regierungspräsident verlor Wild daraufhin, wurde aber noch am gleichen Tag zum Landrat ernannt. Allerdings musste er wegen dieser Ernennung das Amt des Kreisleiters niederlegen. Ihm folgte Ernst Diedenhofen in diesem Amt nach, die beiden wurden erbitterte Widersacher. So bezeichnete Wild Diedenhofen als „kleinen Diktator“. Um diesen aus dem Amt zu drängen, wurde Wild schließlich von 1943 bis zum Kriegsende wieder Kreisleiter von Birkenfeld.
Nach dem Zweiten Weltkrieg wurde Wild interniert und verblieb bis April 1949 in Haft. In seinem Entnazifizierungsverfahren wurde er 1951 als „Hauptbelasteter“ eingestuft. Wild durfte kein öffentliches Amt mehr ausüben und verlor alle Rechtsansprüche auf ein staatliches Ruhegehalt. Das Bundesland Rheinland-Pfalz milderte später dieses Urteil allerdings ab. 1957 wurde ein Verfahren wegen eines Verbrechens gegen die Menschlichkeit gegen ihn eröffnet: 1944 war der Studienrat Georg Maus in Idar-Oberstein wegen eines Bibelzitats („Liebe deine Feinde“) zu zwei Jahren Gefängnis verurteilt worden. Der Studienrat starb während der Haftzeit während eines Häftlingstransportes. Der zunächst Angeklagte gab an, auf Befehl Wilds gehandelt zu haben, und zeigte ihn deshalb an. Das Verfahren endete jedoch in einem Freispruch aus Mangel an Beweisen.